# Barmsko-siamská válka (1568–1569)
Barmsko-siamská válka 1568–1569 byla válečným konfliktem mezi Ajutthajským královstvím a druhou barmskou říší. Válka začala roku 1568 poté, co Ajutthajské království neúspěšně zaútočilo na město Phitsanulok, barmský vazalský stát. Následovala barmská intervence, která 2. srpna 1569 vyústila v porážku Ajutthajského království, které se stalo barmským vazalským státem. Barmská říše následně zaútočila na království Lan Xang, které na krátkou dobu obsadila a v roce 1570 z jeho území ustoupila. 

## Pozadí
V roce 1485 uzurpoval Mingyi Nyo barmský trůn poté, co zavraždil svého strýce. V následujících letech navrátil království jeho nezávislost a zároveň vedl několik úspěšných tažení proti státům Monů. Taunnguská dynastie také těžila ze zhroucení kdysi dominantního království Ava. Barmské království v té době přijímalo mnoho uprchlíků ze sousedních království, která nebyla schopná udržet bezpečnost svých občanů. Po smrti svého otce byl roku 1530 králem korunován Tabinshwehti. I on pokračoval v expanzivní politice svého dominia, dobyl Království Hanthawaddy a utvrdil pozici své říše.
Vnitřní boje o ajutthajský trůn mezi suphannaphumskou a uthongskou dynastií vyvrcholily v roce 1546 po smrti krále Chairachathirata. Jeho následovník Yotfa byl roku 1548 zabit Worawongsathiratem, který následně uzurpoval trůn. O 42 dní později na něj šlechtic loajální suphannaphumské dynastii spáchal atentát a na trůn nastoupil Maha Chakkraphat. Barmský král Tabinshwehti využil těchto vnitřních bojů k podnícení prvního válečného konfliktu mezi oběma zeměmi. Tato válka vedla k územním ztrátám Ajutthajského království, ale většinu území se království podařilo udržet.
Druhá barmsko-siamská válka vypukla v roce 1563. Král Maha Chakkraphat odmítl barmskému králi Bayinnaungovi darovat dva bílé slony a jeho odmítnutí se tak stalo casus belli pro vyhlášení války. Barmské jednotky nejdříve napadli Phitsanulok, Sawankhalok, Kamphaeng Phet a Sukhothaj, které přeměnil na své poddanské státy, čímž Ajutthajské království ztratilo cenné spojence. Ajutthajský král byl donucen stát se knězem v barmském Bagu. Brzy mu však byl umožněn návrat domů, král opustil kněžskou dráhu a vrátil se k moci.

## Konflikt
V roce 1568 ajutthajský král Maha Chakkraphat vyzval krále Lan Xangu Setthathiratha k napadení Phitsanuloku, kde měli zajmout místního krále Maha Thammarachu. Když Maha Thammaracha následně požádal ajutthajského krále o pomoc, ten vyslal generála s úkolem Maha Thammarachu zajmout. Generál ale zůstal v Phitsanuloku, kde prozradil skutečné plány ajutthajského krále a tlačil tak Barmu do válečného konfliktu. Barmské síly prolomily laoské linie a přidaly se na pomoc jednotkám bránícím v té době obležené město Phitsanulok. Během té doby postupovala ajutthajská armáda s údajnými posilami k Phitsanuloku. Po svém příjezdu byli Ajutthajané požádáni, aby zůstali mimo město. Během noci vypustili obyvatelé města hořící vory, které zničily ajutthajskou flotilu. Utrpěné ztráty přiměly laoské i ajutthajské jednotky k prolomení obklíčení a k jejich ústupu. Laoské jednotky následně přepadly a zničily barmské jednotky, které se je pokusily pronásledovat.
Během ústupu král Maha Chakkraphat neúspěšně zaútočil na Kamphaeng Phet. Ajutthajané následně unesli celou Maha Thammarachovu rodinu kromě jeho syna, prince Naresuana, který v té době doprovázel svého otce. Únos vládnoucí rodiny měl odradit Phitsanulok od protiútoku proti Ajutthajskému království, ale ve skutečnosti podnítil jeho společnou invazi s barmskými jednotkami do ajutthajských loutkových států.
S podporou severních thajských států postavil Bayinnaung armádu čítající 546 000 pěšáků a 53 000 kavaleristů (barmské zdroje hovoří o Byainnaungových pěti armádách čítajících 54 600 mužů, 5 300 koní a 530 slonů). Barmánci pochodovali ze severu až dosáhli laoské armády nedaleko Phetchabunu. Síly Lan Xangu zvítězily a v tu chvíli se jeden z jejich velitelů rozhodl pochodovat k jihu. Barmánci se tak mohli shromáždit a dokázali zničit rozdělené síly a král Setthathirath musel ustoupit do Vientiane.

## Obležení Ajuthje a Vientiane
Barmánci oblehli město Ajuthja. Těžká dělostřelecká palba zastavila barmské pokusy prokopat se k hradbám a tak Barmánci započali se stavbou mostu, aby se k hradbám dostali z jiné strany. Král Maha Cahkkraphat během obléhání zemřel a na trůn nastoupil jeho syn Mahinthrathirat. Četné ajutthajské výpady znemožňovaly Barmáncům dokončit stavbu mostu. Bayinnaung poté do města vyslal ajutthajského šlechtice, který nejen že ve městě poté působil jako jeho špeh, ale také zde získal mocné postavení. V noci 2. srpna 1569 tento špeh otevřel městské brány a zapříčinil tak pád města. Král i se svou rodinou a dalšími šlechtici byli zajati a odvedeni to Pegu. Král během cesty ještě téhož roku zemřel. Ajuthja se stala barmským vazalským státem a Maha Thammaracha se zde stal králem.
Po několik následujících týdnů se Barmánci přeskupovali a odpočívali ve městě, což umožnilo Lan Xangu shromáždit své síly a naplánovat partyzánskou válku. Barmské jednotky se dostaly k Vientiane a slabě bráněné město jednoduše obsadily. Setthathirath započal se svými partyzánskými boji ze základny nedaleko řeky Nan Ngum severovýchodně od Vientiane. V roce 1570 barmský král ustoupil a Setthathirath během protiútoků zajal více než 30 000 mužů spolu se 100 slony a také více než 2 000 kusy slonoviny.